# Canton de Baigneux-les-Juifs
Le canton de Baigneux-les-Juifs était une division administrative française située dans le département de la Côte-d'Or et la région Bourgogne-Franche-Comté.

## Géographie
Ce canton était organisé autour de Baigneux-les-Juifs dans l'arrondissement de Montbard. Son altitude variait de 265 m (Saint-Marc-sur-Seine) à 499 m (Billy-lès-Chanceaux) pour une altitude moyenne de 390 m.

## Histoire
- De 1833 à 1848, les cantons de Baigneux et de Laignes avaient le même conseiller général. Le nombre de conseillers généraux était limité à 30 par département[1].

## Représentation

### Conseillers généraux de 1833 à 2015
| Période | Période      | Identité                                               | Étiquette             | Qualité |
| ------- | ------------ | ------------------------------------------------------ | --------------------- | --- |
| 1833    | 1839         | Valère (Valérius) Cousturier (1794-1866)               |                       | Maître de forges, propriétaire à Ampilly-le-Sec                                                                                                 |
| 1839    | 1840         | Claude Nicolas Varet (1796-1873)                       |                       | Propriétaire à Savoizy Juge de paix du canton de Baigneux                                                                                       |
| 1840    | 1848         | Pierre Sulpice Chaudron                                |                       | Juge de paix du canton |
| 1848    | 1857 (décès) | Claude-Nicolas Vaudrey                                 | Conservateur          | Général de brigade domicilié au château de Cessey Aide de camp de l'Empereur Napoléon III Sénateur (1852-1857)                                  |
| 1857    | 1864         | Emile Vaudrey                                          |                       | Ingénieur des Ponts et Chaussées à Paris |
| 1864    | 1882 (décès) | Philippe Cousturier (1824-1882) (fils de V.Cousturier) | Républicain           | Lieutenant de louveterie Propriétaire - Maire de Billy-lès-Chanceaux                                                                            |
| 1882    | 1901         | Augustin Prudent Sirdey                                | Républicain           | Maire de Fontaines-en-Duesmois |
| 1901    | 1931         | Auguste Montenot                                       | Républicain           | Journaliste Député (1919-1921) - Sénateur (1930-1935), Etormay                                                                                  |
| 1931    | 1940         | Louis-Théophile Mongin (1868-1952)                     | AD                    | Agriculteur à Chalvosson Adjoint au Maire de Villaines-en-Duesmois, conseiller d'arrondissement Nommé conseiller départemental en 1942          |
|         |              |                                                        |                       | |
| 1945    | 1964         | Marcel Aubry                                           | CNIP                  | Éleveur, maire de Jours-les-Baigneux |
| 1964    | 1976         | Octave Jalquin (1908-1988)                             | DVD                   | Maire de Jours-les-Baigneux |
| 1976    | 1994         | Dominique Languereau                                   | DVG puis DVD -app.UDF | Agriculteur à Oigny |
| 1994    | 2008         | Fernand Mousseron                                      | DVG                   | Exploitant agricole à Baigneux-les-Juifs, Président du Pays Châtillonnais                                                                       |
| 2008    | 2015         | Marc Frot                                              | MoDem puis NC-UDI     | Exploitant agricole Vice-Président du Conseil Général Adjoint au Maire de Poiseul-la-Ville-et-Laperrière Elu en 2015 dans le Canton de Montbard |

### Conseillers d'arrondissement (de 1833 à 1940)
Le canton de Baigneux faisait partie de l'arrondissement de Châtillon-sur-Seine jusqu'à sa disparition en 1926.
| Période                                  | Période      | Identité                                  | Étiquette | Qualité |
| ---------------------------------------- | ------------ | ----------------------------------------- | --------- | --- |
| 1833                                     | 1855         | Guy Claude Sébastien Estienne (1798-1859) |           | Percepteur, propriétaire, maire de Baigneux-les-Juifs                                                       |
| 1855                                     | 1861         | Georges Marie Lambert (1789-1865)         |           | Notaire à Villaines-en-Duesmois, juge de paix                                                               |
| 1861                                     | 1871         | Jean-Baptiste Léautey                     |           | Propriétaire, maire de Jours-lès-Baigneux                                                                   |
| 1871                                     | 1880         | Théophile Siredey (1832-1881)             |           | Propriétaire cultivateur, maire de La Villeneuve-les-Convers                                                |
| 1880                                     | 1901         | Léonard Cordier                           |           | Docteur en médecine à Baigneux-les-Juifs                                                                    |
| 1901                                     | 1905 (décès) | Léon Pierre Dumont                        |           | Propriétaire exploitant à Fontaines-en-Duesmois                                                             |
| 1906                                     | 1917 (décès) | Louis Guibert (1856-1917)                 |           | Propriétaire et marchand de vins à Baigneux-les-Juifs                                                       |
| 1917                                     | 1919         | siège vacant                              |           | |
| 1919                                     | 1922         | Edmond Gelot                              |           | Cultivateur à Poiseul-la-Ville                                                                              |
| 1922                                     | 1931         | Louis-Théophile Mongin                    | AD        | Agriculteur, adjoint au maire de Villaines-en-Duesmois                                                      |
| 1931                                     | 1933 (décès) | Henri Sirdey                              |           | Agriculteur à Ampilly-les-Bordes, Président du syndicat d'élevage de la race mérinos                        |
| 1934                                     | 1940         | Auguste Gelot (1888-1968)                 |           | Agriculteur, maire d'Ampilly-les-Bordes                                                                     |
| 1940                                     |              |                                           |           | Les conseils d'arrondissement ont été suspendus par la loi du 12 octobre 1940 et n'ont jamais été réactivés |
| Les données manquantes sont à compléter. |              |                                           |           | |

## Composition
Le canton de Baigneux-les-Juifs regroupait 15 communes :
| Communes                       | Population (2012) | Code postal | Code Insee |
| ------------------------------ | ----------------- | ----------- | ---------- |
| Ampilly-les-Bordes             | 90                | 21450       | 21011      |
| Baigneux-les-Juifs             | 271               | 21450       | 21043      |
| Billy-lès-Chanceaux            | 74                | 21450       | 21075      |
| Chaume-lès-Baigneux            | 89                | 21450       | 21160      |
| Étormay                        | 47                | 21450       | 21257      |
| Fontaines-en-Duesmois          | 126               | 21450       | 21276      |
| Jours-lès-Baigneux             | 88                | 21450       | 21326      |
| Magny-Lambert                  | 105               | 21450       | 21364      |
| Oigny                          | 29                | 21450       | 21466      |
| Orret                          | 26                | 21450       | 21471      |
| Poiseul-la-Ville-et-Laperrière | 181               | 21450       | 21490      |
| Saint-Marc-sur-Seine           | 147               | 21450       | 21557      |
| Semond                         | 45                | 21450       | 21602      |
| Villaines-en-Duesmois          | 251               | 21450       | 21685      |
| La Villeneuve-les-Convers      | 35                | 21450       | 21695      |

## Démographie
| 1962  | 1968  | 1975  | 1982  | 1990  | 1999  | 2006  | 2011  | 2012  |
| ----- | ----- | ----- | ----- | ----- | ----- | ----- | ----- | ----- |
| 2 592 | 2 472 | 2 062 | 1 859 | 1 689 | 1 604 | 1 581 | 1 602 | 1 578 |